# Pomhaj Bóh
Pomhaj Bóh (буквально c верхнелужицкого языка — Бог в помощь) — ежемесячный религиозный и культурно-общественный журнал на верхнелужицком языке, выходящий в Лужице. Название журнала происходит от религиозного приветствия «Бог в помощь». Кроме религиозной тематики журнал публикует различные статьи, касающиеся современной культурной и общественной жизни лужицкого народа. В настоящее время журнал издаётся лужицкими лютеранскими организациями «Sorbische Kirchgemeindeverband» и «Sorbische evangelische Verein e.V.».

## История
Первый номер журнала вышел в 1891 году по инициативе лютеранского пастора Фридриха Зелле, который был настоятелем лютеранского прихода в лужицкой деревне Креба в окрестностях города Гёрлиц. Первоначально журнал выходил еженедельно по воскресеньям специально для лужицких лютеранских общин в Верхней Лужице. В журнале печатались статьи на религиозные темы и освещались различные события лютеранской общины. В 1937 году журнал был запрещён нацистскими властями. Издание журнала возобновилось в декабре 1950 года. С этого времени журнал стал выходить один раз в месяц и в нём, кроме статей на религиозные темы, стали печататься статьи, касающиеся культурной и общественной жизни лужичан.
В 1988—1990 годах дважды в год выходил одноимённый журнал на нижнелужицком языке «Pomogaj Bog». C 1991 года этот журнал выходит в качестве приложения к еженедельной газете «Nowy Casnik».

## Главные редакторы
- Фридрих Зелле (1891—1895);
- Ян Гольч (1895—1916);
- Корла Август Фидлер (1916—1917);
- Марко Смолер (1917);
- Корла Выргач (1917—1937);
- Божидар Добруцкий (1950—1955);
- Густав Алвин Мерва (1955—1958);
- Герхард Вирт (1958—1979);
- Кирилл Пех (1979—1984);
- Зигфрид Альберт (1984—1999);
- Трудла Малинкова (с 2000 года по настоящее время).